# Kirchheimbolanden
Kirchheimbolanden (voorheen Kirchheim) is een kleine stad in de Duitse deelstaat Rijnland-Palts, gelegen in de Donnersbergkreis. De stad telt 7.918 inwoners. Het is de Kreisstadt van het Donnersbergkreis
De bekendste bezienswaardigheid van de stad is Schloss Kirchheimbolanden. Dit slot was het bezit van de graven van Nassau-Weilburg tot Frederik Willem van Nassau-Weilburg in 1793 naar Bayreuth vluchtte. Na de nodige verbouwingen zijn er sinds 2003 seniorenwoningen.

## Partnerstad
Kirchheimbolanden heeft een jumelage met de volgende partnersteden:
- Louhans, Département Saône-et-Loire, Frankrijk, sinds 1976.
- Gemeente Ritten, Zuid-Tirol, Italië
- Insterburg, Rusland, sinds 2002

Albisheim ·
Alsenz ·
Bayerfeld-Steckweiler ·
Bennhausen ·
Biedesheim ·
Bischheim ·
Bisterschied ·
Bolanden ·
Börrstadt ·
Breunigweiler ·
Bubenheim ·
Dannenfels ·
Dielkirchen ·
Dörrmoschel ·
Dreisen ·
Einselthum ·
Eisenberg ·
Falkenstein ·
Finkenbach-Gersweiler ·
Gauersheim ·
Gaugrehweiler ·
Gehrweiler ·
Gerbach ·
Göllheim ·
Gonbach ·
Gundersweiler ·
Höringen ·
Ilbesheim ·
Immesheim ·
Imsbach ·
Imsweiler ·
Jakobsweiler ·
Kalkofen ·
Katzenbach ·
Kerzenheim ·
Kirchheimbolanden ·
Kriegsfeld ·
Lautersheim ·
Lohnsfeld ·
Mannweiler-Cölln ·
Marnheim ·
Morschheim ·
Mörsfeld ·
Münchweiler an der Alsenz ·
Münsterappel ·
Niederhausen an der Appel ·
Niedermoschel ·
Oberhausen an der Appel ·
Obermoschel ·
Oberndorf ·
Oberwiesen ·
Orbis ·
Ottersheim ·
Ramsen ·
Ransweiler ·
Rathskirchen ·
Reichsthal ·
Rittersheim ·
Rockenhausen ·
Ruppertsecken ·
Rüssingen ·
Sankt Alban ·
Schiersfeld ·
Schönborn ·
Schweisweiler ·
Seelen ·
Sippersfeld ·
Sitters ·
Stahlberg ·
Standenbühl ·
Steinbach am Donnersberg ·
Stetten ·
Teschenmoschel ·
Unkenbach ·
Waldgrehweiler ·
Wartenberg-Rohrbach ·
Weitersweiler ·
Winnweiler ·
Winterborn ·
Würzweiler ·
Zellertal